# Harriet Beecher Stowe
Harriet Elisabeth Beecher por. Stowe, ameriška pisateljica, * 14. junij 1811, Litchfield, Connecticut, ZDA, † 1. julij 1896, Hartford, Connecticut, ZDA.
Zaslovela je z romanom Koča strica Toma (v knjižni obliki izšel leta 1852) ali življenje črncev v suženjskih državah Amerike, ki opisuje težko življenje črnskih sužnjev v ZDA. Delo je do danes doživelo številne priredbe za gledališče in film, v slovenščino sta ga že leta 1853 prevedla Franc Malavašič (v Ljubljani) in Janez Božič (v Celovcu). Še enkrat ga je leta 1934 in v skrajšani obliki leta 1953 prevedla Olga Grahor.

## Življenje
Kmalu po rojstvu je ostala brez matere. Zato se je močno navezala na starejšo sestro, ki je postala njena vzgojiteljica in učiteljica. Njeno življenje je potekalo povsem umirjeno in običajno. Kmalu se je poročila, postala je mati in gospodinja. Pričela je pisati črtice. Leta 1839 pa se je zgodil dogodek, ki je zaznamoval njeno pisateljsko pot. V njen dom se je zatekla pobegla sužnja. Harriet ji je pomagala rešiti se pred preganjalci.
Pripoved pobegle sužnje ji je nato služila kot predloga za svoj najbolj znan roman, ki je povzročil valove navdušenja na severu in obilo zgražanja na jugu države. Tam so ji očitali celo sramotenje države in slaboumnost.
Po ameriški državljanski vojni in odpravi suženjstva jo je tedanji predsednik Abraham Lincoln povabil na obisk. Napol v šali jo je vprašal: »Vi ste torej tista mala žena, ki je izzvala tako veliko vojno?«